# Кохон, Джордж
Джордж Алан Кохон (англ. George Alan Cohon; 19 апреля 1937, Чикаго, Иллинойс — 24 ноября 2023, Торонто) — канадский бизнесмен и юрист американского происхождения, основатель и старший председатель McDonald's Canada и McDonald's Russia.

## Биография
Джордж Алан Кохон родился в Чикаго, штат Иллинойс, в семье матери Кэролин Эллис, отца Джека Кохона и своей старшей сестрой Сэнди. Его отец был украинским евреем, а мать — американской еврейкой.
Кохон получил степень бакалавра наук в Университете Дрейка и степень доктора права в Школе права Северо-Западного университета.
Во время учебы в Северо-Западном университете он познакомился со своей будущей женой - Сьюзен.

## Карьера
Кохон занимался корпоративным правом в Чикаго с 1961 по 1967 год в юридической фирме своего отца, прежде чем переехать в Торонто, Онтарио, в качестве лицензиата корпорации McDonald's для Восточной Канады. Он открыл свой первый ресторан McDonald's в Лондоне, Онтарио, 11 ноября 1968 года.
В день открытия основатель McDonald's Рэй Крок предложил купить лицензию Кохона за 1 миллион долларов США. Позже Кохон стал председателем, президентом и главным исполнительным директором McDonald's Restaurants of Canada. К 1976 году Кохон руководил более чем 200 ресторанами McDonald's. В 1982 году Кохон и 20 корпоративных спонсоров помогли спасти парад Санта-Клауса в Торонто , который спонсировался универмагами Eaton с 1905 по 1981 год. Он самостоятельно развивал свою франшизу McDonald's до 1971 года, когда McDonald's выкупил его долю акций.  В конце концов, в 1975 году Кохон получил гражданство Канады.
В 1988 году Кохон был назначен членом совета директоров Royal Bank of Canada и директором совета директоров Astral Inc и Toronto Sun Publishing Corporation.
Кохон участвовал в открытии McDonald's в бывшем Советском Союзе, первый ресторан открылся в Москве 31 января 1990 года. Впоследствии он был назван «Героем Капиталистического Труда» России. Первый ресторан был в то время крупнейшим McDonald's и был открыт при минимальном участии материнской компании США по политическим причинам. Он принимал только российские рубли, а не твердую валюту, и в первые дни очередь на вход в ресторан могла длиться несколько часов. Из-за нехватки советских поставок компания создала собственную цепочку поставок в Советском Союзе, включая фермы и упаковку. На саммите G7 в Лондоне в 1991 году премьер-министр Канады Брайан Малруни (близкий друг Кохона) лично пожаловался Михаилу Горбачеву на трудности, с которыми Кохон сталкивался при ведении бизнеса в Советском Союзе.
Кохон также был основателем благотворительной организации Ronald McDonald House Charities, которая предоставляет жилье семьям, чьи дети проходят лечение в Канаде и России.

## Награды
В 1988 году он был удостоен звания Кавалера Ордена Канады. В 1998 году он был награжден Правительством России Орденом Дружбы.
В 2000 году Кохон был награжден Орденом Онтарио.
14 июня 2011 года ему была присуждена почетная степень доктора права (LL.D) Университетом Саймона Фрейзера.
Будучи кавалером Ордена Канады , он также получил медаль 125-й годовщины Конфедерации Канады в 1992 году, канадскую версию медали Золотого юбилея королевы Елизаветы II в 2002 году  и канадскую версию медали Бриллиантового юбилея королевы Елизаветы II в 2012 году.

## Смерть
Джордж Алан Кохон скончался в Торонто 24 ноября 2023 года в возрасте 86 лет.